# AgustaWestland
AgustaWestland — англо-итальянская компания, производитель вертолётов. Производственные площадки и офисы компании расположены в Италии, Великобритании, Польше и США. Компания была образована в 2001 году, когда один из крупнейших холдингов в Италии Finmeccanica S.p.A. (ныне — Leonardo) и английская компания, специализирующаяся в сфере авиа- и аэростроения, GKN подписали соглашение о слиянии их соответствующих подразделений (Agusta и GKN-Westland Helicopters), сформировав тем самым новую компанию — AgustaWestland. Finmeccanica и GKN получили по 50 % акций.
26 мая 2004 года GKN заявила о продаже своей доли партнёру, и AgustaWestland стала полностью дочерним предприятием Finmeccanica.

## История
Впервые в истории упоминания об идеях по созданию совместных летательных аппаратов компаниями Agusta и Westland приходятся на 1950 годы.
Отношения между компаниями развивались стабильно в течение следующих 20 лет, одним из основных совместных результатов стало создание трёхдвигательного транспортного вертолёта EH101.
После удачных совместных проектов в 1999 году у компаний Finmeccanica и GKN появилась идея образовать совместную компанию посредством слияния подразделений Agusta и Westland Helicopters. В 2001 была сформирована новая компания, получившая имя AgustaWestland, а также было заключено соглашение, по которому Finmeccanica и GKN получили по 50 % акций её капитала.
В 2004 году GKN plc объявила о продаже своей части компании партнеру. Таким образом, AgustaWestland стала полностью принадлежать компании Finmeccanica.
AgustaWestland открыла офис в Филадельфии в 2005 году, компании удалось выиграть контракт на постройку нового вертолёта для президента США (Marine One) у такого известного производителя, как Sikorsky Aircraft.
С июня 2008 года на территории России и СНГ работает дистрибьютор AgustaWestland в России и странах СНГ — Exclases Holdings Ltd. (BVI Company).
В 2010 году в рамках выставки HeliRussia между российской компанией ОАО «Вертолёты России» и AgustaWestland было подписано соглашение об учреждении завода HeliVert по производству вертолётов AW139. Завод был построен «с нуля» в подмосковном Томилино. Выпуск вертолётов AW139 в России начался в 2012 году. По прогнозам в год будет собираться 15—20 вертолётов. HeliVert планирует покрыть растущий спрос на вертолёты AW139 как на российском рынке, так и на рынках стран СНГ в целом. Первый AW139, собранный на территории России, совершил полёт в декабре 2012 года.
В 2010 году AgustaWestland приобрела большую часть польской компании по производству вертолётов PZL Swidnik, таким образом приобретая влияние в Центральной Европе и расширяя свои производственные возможности.
Вертолёты AgustaWestland используются в таких сегментах, как поиск и спасение, скорая помощь, охрана правопорядка, транспортировка персонала на нефтяные платформы и многих других.

## Гражданский модельный ряд
- AW119Ke (Koala)/AW119Kx
- AW109

- AW GrandNew
- AW139

- AW189
- AW169

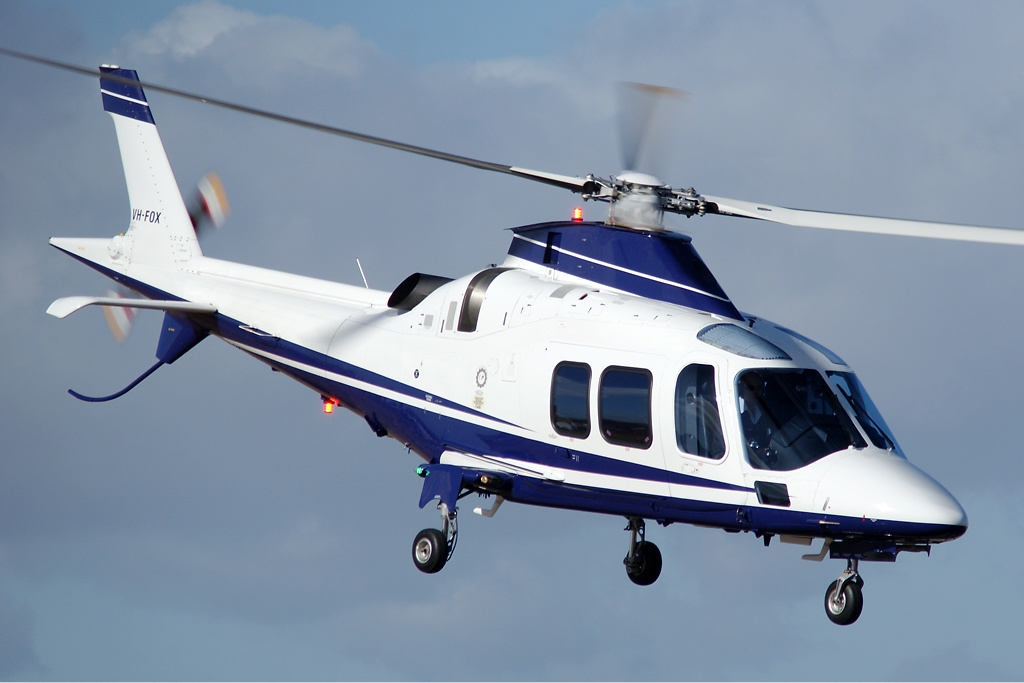
Linfox Agusta A-109S Grand Vabre

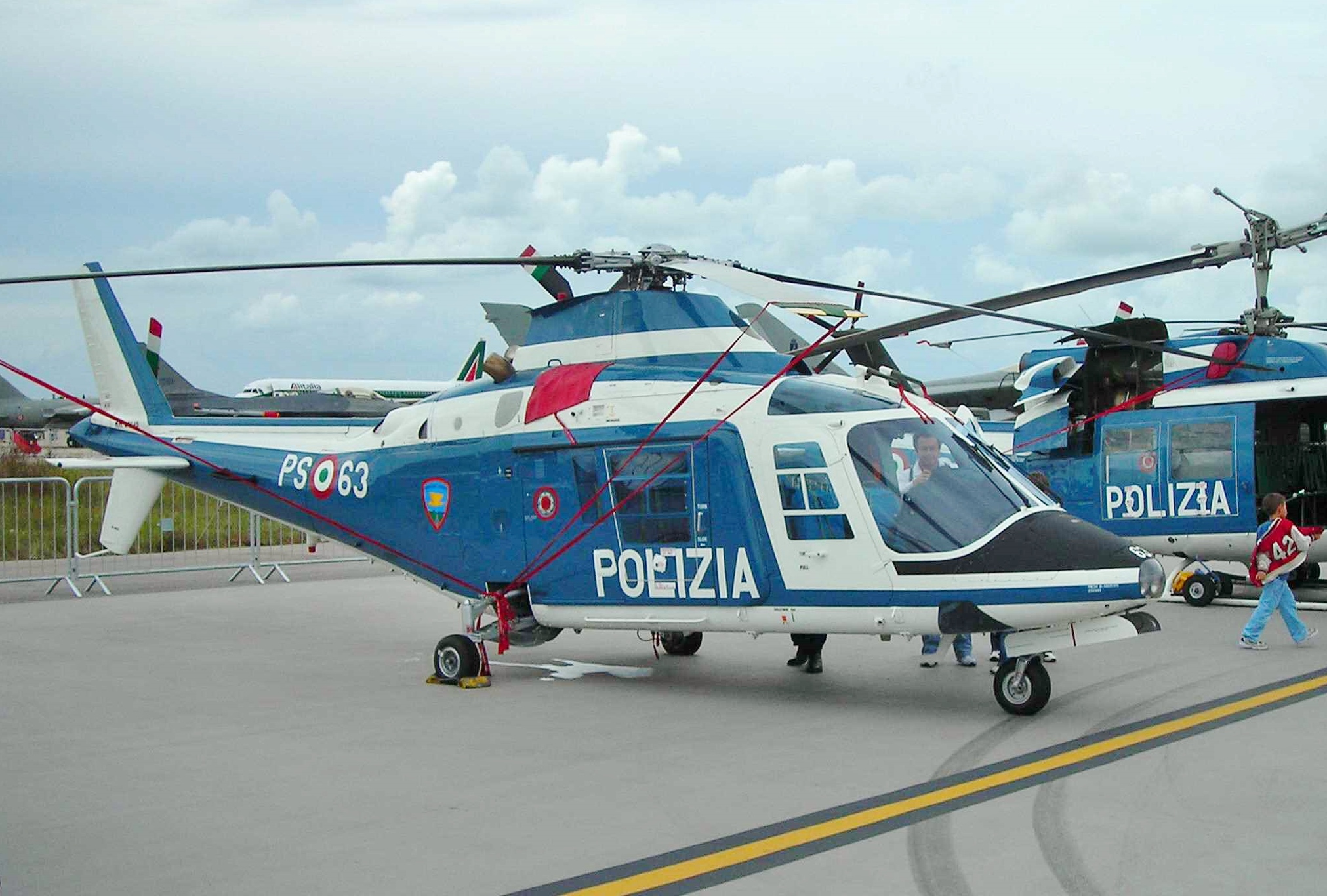
Agusta A109 of Italian police

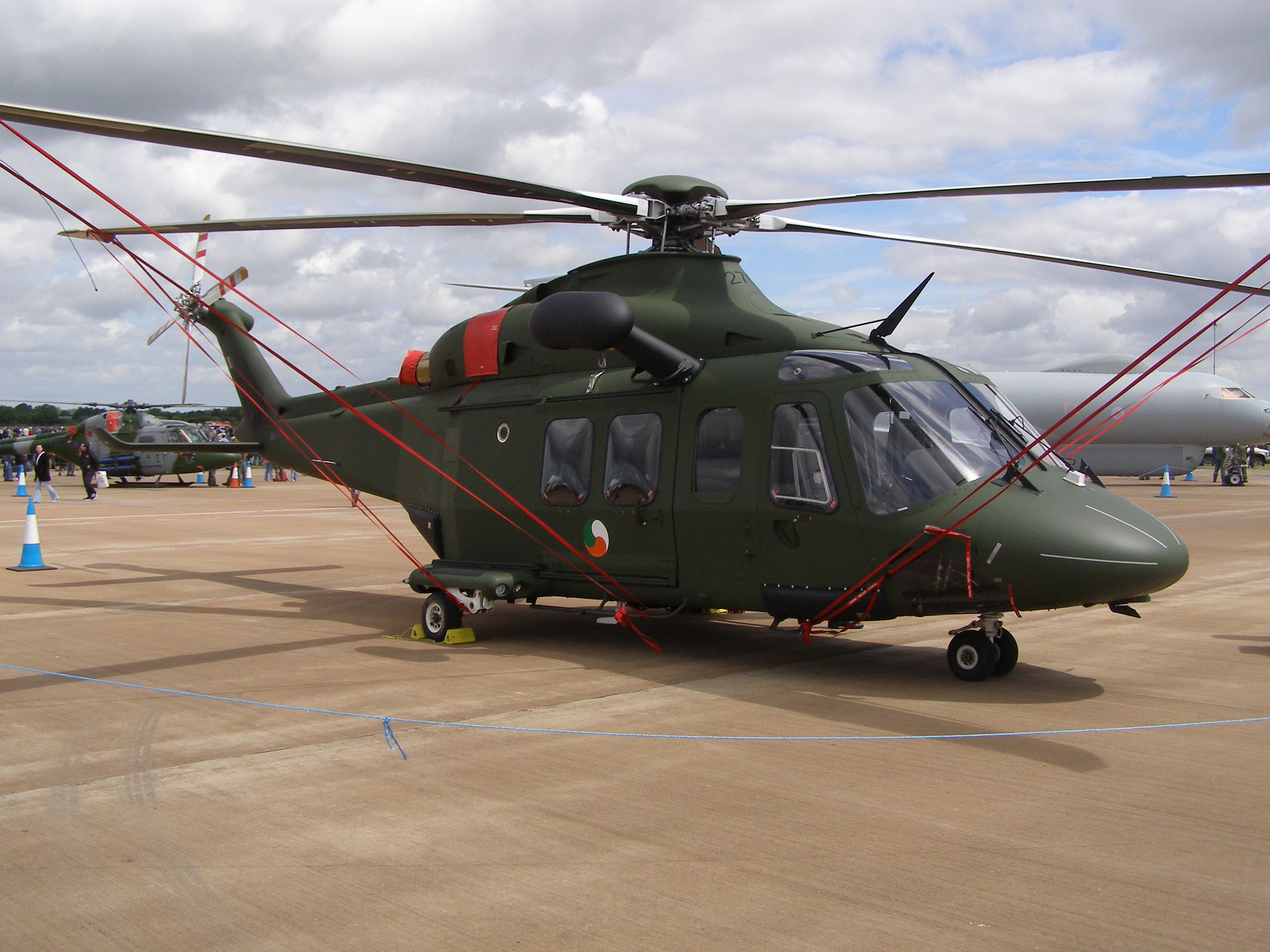
Aw139-275

В 2011 году компания выпустила экспериментальный электрический конвертоплан AgustaWestland Project Zero.
В 2012 году оборот компании составил 4,243 миллиарда евро, что превысило показатели 2011 года на 7,7 %. EBITDA в 2012 году был равен 473 миллионам евро (для сравнения в 2011 году этот показатель достиг отметки в 417 миллионов евро). Компания инвестирует примерно 12 % своих доходов в сферы исследования и развития.
Количество сотрудников AgustaWestland в 2012 году составило 13 050 человек.